# Ute Mager
Ute Mager (* 25. Dezember 1962 in Kiel) ist eine deutsche Rechtswissenschaftlerin und seit dem Wintersemester 2004/2005 Professorin für Öffentliches Recht an der Universität Heidelberg.

## Werdegang
Nach dem Studium der Rechtswissenschaft in Kiel, Lausanne und an der Freien Universität Berlin, das von der Studienstiftung des Deutschen Volkes und durch den DAAD (Auslandsstudium) gefördert wurde, legte sie 1988 ihr erstes Staatsexamen ab. Nach dem Referendariat im Bezirk des Kammergerichts und einer gleichzeitigen Tätigkeit als wissenschaftliche Mitarbeiterin an der Freien Universität Berlin folgte im Jahr 1991 das zweite Staatsexamen. Von 1991 bis 1995 war Mager – wiederum an der Freien Universität Berlin – als wissenschaftliche Mitarbeiterin tätig und promovierte im Jahr 1994 mit einer Arbeit aus dem Bereich des Verwaltungsrechts und Verwaltungsprozessrechts. Es folgte von 1995 bis 2002 eine Tätigkeit als wissenschaftliche Assistentin und schließlich 2002 die Habilitation mit einer Arbeit aus dem Bereich des Verfassungsrechts und der Verfassungsgeschichte. Anschließend erhielt sie die Lehrerlaubnis für die Fächer Öffentliches Recht, Europarecht und Verfassungsgeschichte.
Nachdem Mager im Jahr 2004/2005 zunächst Lehrstühle in Mainz, Bielefeld und Heidelberg vertretungsweise besetzte, wurde sie zum Wintersemester 2004/2005 an die Universität Heidelberg berufen. Von 2006 bis 2010 war sie Studiendekanin der juristischen Fakultät, außerdem in den Studienjahren 2009/10 und 2010/11 Fellow am Marsilius-Kolleg. Seit 2007 ist sie Direktorin des Zentrums für anwaltsorientierte Juristenausbildung. Vom Wintersemester 2010/11 bis zum Sommersemester 2012 war sie Prodekanin der Juristischen Fakultät, seit 2010 ist sie als Richterin im Nebenamt am Verwaltungsgerichtshof Baden-Württemberg beschäftigt. Des Weiteren war Mager 2011 Gastprofessorin am Georgetown University Law Center für den Kurs European Environmental Law und von Dezember 2011 bis Januar 2012 Gastprofessorin an der Faculté Libre de Droit der Université Catholique de Lille, Campus Paris-La Défense, für den Kurs Deutsches Staatsorganisationsrecht. Seit dem Wintersemester 2012/13 bis zum Ende des Sommersemesters 2014 war sie Dekanin der Juristischen Fakultät.
Im September 2019 gehörte sie zu den etwa 100 Staatsrechtslehrern, die sich mit dem offenen Aufruf zum Wahlrecht Verkleinert den Bundestag! an den Deutschen Bundestag wandten.

## Forschungsschwerpunkte
- Deutsches und Europäisches Verfassungs- und Verwaltungsrecht
- Umwelt- und Planungsrecht
- Hochschulrecht

## Schriften (Auswahl)
- Der maßgebliche Zeitpunkt für die Beurteilung der Rechtswidrigkeit von Verwaltungsakten. Duncker & Humblot, Berlin 1994, ISBN 3-428-08221-4.
- Einrichtungsgarantien. Entstehung, Wurzeln, Wandlungen und grundgesetzgemäße Neubestimmung einer dogmatischen Figur des Verfassungsrechts. Mohr Siebeck, Tübingen 2003, ISBN 3-16-148001-5.
- mit Danielle  Herrmann: Höchstrichterliche Rechtsprechung zum Europarecht. 55 Entscheidungen. C.H. Beck, München 2004, ISBN 3-406-50980-0.
- mit Ingo von Münch: Staatsrecht I. Staatsorganisationsrecht unter Berücksichtigung der europarechtlichen Bezüge. 8. Auflage, Kohlhammer, Stuttgart 2016, ISBN 978-3-17-022367-7.